# Dobrá, Trebišov
Dobrá este o comună slovacă, aflată în districtul Trebišov din regiunea Košice. Localitatea se află la altitudinea de 112 m deasupra n.m., se întinde pe o suprafață de 8,32 km2 și în 2017 număra 503 locuitori.

## Istoric
Localitatea Dobrá este atestată documentar din 1320.

## Demografie
| An:                | 1994 | 2004    | 2014    | 2024   |
| ------------------ | ---- | ------- | ------- | ------ |
| Număr de persoane: | 353  | 414     | 487     | 505    |
| Diferență:         |      | +17,28% | +17,63% | +3,69% |

| An:                | 2023 | 2024   |
| ------------------ | ---- | ------ |
| Număr de persoane: | 507  | 505    |
| Diferență:         |      | −0,39% |